# Cyrto-hypnum intermedium
Cyrto-hypnum intermedium là một loài Rêu trong họ Thuidiaceae. Loài này được (Mitt.) S.P. Churchill mô tả khoa học đầu tiên năm 1994.